# Mnesipenthe thyrea
Mnesipenthe thyrea är en fjärilsart som beskrevs av Druce 1899. Mnesipenthe thyrea ingår i släktet Mnesipenthe och familjen mätare. Inga underarter finns listade i Catalogue of Life.